# Izdoba
Izdoba (szlovákul: Zdoba) Izdobabeszter településrésze, egykor önálló falu Szlovákiában, a Kassai kerület Kassa-környéki járásában.

## Fekvése
Kassától 7 km-re nyugatra, a Tarca jobb partján fekszik.

## Története
Izdobát 1335-ben említik először, az abaszéplaki bencés uradalomhoz tartozott. 1427-ben Izdobának 17 portája volt, ami mintegy 80-90 lakost jelent. A 16. században lakossága jelentősen csökkent. Serédy Gáspár tulajdona, majd 1562-től a nagyszombati jezsuitáké. 1598-ban tíz ház állt a faluban. A 18. század elejére teljesen elnéptelenedett, majd görögkatolikus telepesekkel népesítették be újra. Görögkatolikus plébániáját 1773-ban alapították, 1805-re felépült az új templom is.
A 18. század végén Vályi András így ír róla: „ZDOBA. Falu Abaúj Várm. határjának 2/3 része nem igen termékeny.”
Fényes Elek 1851-ben kiadott geográfiai szótárában így ír a faluról: „Zdoba, Abauj v. orosz f. a Tarcza jobb partján, ut. p. Kassához 1 órányira: 102 r. kath., 164 g. kath., 22 evang., 3 ref. lak. Görög kath. sz. egyház. F. u. a Sz. István seminariuma.”
Borovszky Samu monográfiasorozatának Abaúj-Torna vármegyét tárgyaló része szerint: „Keletre, a Kassai-hegy túloldalán, a Tárcza mellett következő kisközségek fekszenek: Zdoba, 39 házzal, 332 tótajku lakossal. Postája és távirója: Kassa.”
A trianoni diktátumig Abaúj-Torna vármegye Kassai járásához tartozott, majd az új Csehszlovák államhoz csatolták. 1938 és 1945 között ismét Magyarország része.
1964-ben egyesítették Beszterrel.

## Népessége
1880-ban 273 lakosából 244 szlovák és 13 magyar anyanyelvű volt.
1890-ben 332-en lakták, ebből 303 szlovák és 15 magyar anyanyelvű.
1900-ban 363 lakosából 352 szlovák és 8 magyar anyanyelvű volt.
1910-ben 368-an lakták, ebből 343 szlovák és 12 magyar anyanyelvű.
1921-ben 424 lakosából 373 csehszlovák és 3 magyar volt.
1930-ban 459 lakosából 413 csehszlovák volt.
1941-ben 502-en lakták, ebből 293 szlovák és 209 magyar.

## Nevezetességei
A szeplőtelen fogantatás tiszteletére szentelt, görögkatolikus temploma 1805-ben épült klasszicista stílusban. 1912-ben megújították, ikonosztáza is ekkor készült.

## Lásd még
- Izdobabeszter
- Beszter

## Külső hivatkozások
- Képes ismertető (szlovákul)
- Izdoba Szlovákia térképén
- Az izdobai görögkatolikus egyházközség története